# Mont Bouquet
Le mont Bouquet est un vaste promontoire calcaire du sud du Massif central, situé entre Alès et Bagnols-sur-Cèze, dans le département du Gard et la région Occitanie.
Il culmine à 629 mètres d'altitude au Guidon du Bouquet. Son sommet est couronné d'une chapelle abritant une Vierge (la Mère Admirable du Mont Bouquet, lieu de pèlerinage) ainsi que d'une grande antenne TDF haute de 60 mètres. Depuis le sommet, on peut observer un vaste panorama sur les Cévennes et le bassin alésien au nord-ouest ; la vallée du Rhône et le mont Ventoux à l'est ainsi que les Garrigues au sud.
On trouve une tour de vigie utilisée par les sapeurs pompiers pour prévenir les risques d'incendie de la garrigue, qui couvre un territoire avec un rayon de plus de 30 km.

## Géographie

### Situation
Le mont Bouquet se situe dans le Gard, à environ 22 km d'Alès, 38 km de Bagnols-sur-Cèze et 50 km de Nîmes. Il est à la limite de trois communes, avec Bouquet au nord, Brouzet-lès-Alès à l'ouest et Seynes au sud-est.

### Géologie
Tout le versant est (du nord au sud) est fait de calcaires compacts beiges ou marnes noduleuses du Hauterivien supérieur (« n3b », en marron sur la carte géologique).
Le versant ouest est composé essentiellement de deux types de roches : 
- vers le sommet de toute la crête, des marnes du Barrémien inférieur (« n4aM »[4], en brun clair sur la carte géologique[5]) ;
- le reste du versant ouest, vers le bas, présente un faciès de calcaire urgonien du Barrémien supérieur (« n4bU »[4], en brun clair hachuré verticalement sur la carte géologique[5]) ; de même qu'au plateau de Méjannes, ce sont des calcaires très karstifiés. À l'ouest, ils disparaissent sous les terrains tertiaires imperméables de la plaine des Plans. Ce calcaire urgonien est à l'origine de nombreuses émergences pérennes et d'autres émergences temporaires ; pour le mont Bouquet, on trouve sur le flanc sud l'évent des Angostrines[6]. Les cavités de ce karst se remplissent d'argiles de décalcification qui peuvent contenir des phosphorites ou roches phosphatées continentale concrétionnées. Avant 1914, ces remplissages étaient ponctuellement exploités sur la bordure sud-est du mont Bouquet pour la production de phosphates de chaux. Ils fournissent des phosphorites blanc jaunâtre ou noires qui titrent de 20 à 65 % de phosphate tricalcique[7].

Au pied des falaises urgoniennes de la région et principalement à la périphérie du mont Bouquet, on trouve des éboulis périglaciaires (« EGP », en brun clair avec pointillés sur la carte géologique) de 2 à 6 mètres d'épaisseur. Ce sont des éboulis ordonnés issus de phénomènes périglaciaires. Ils sont composés de lits distincts, avec des fragments anguleux de 4 à 8 cm de calcaire urgonien, emballés dans une matrice marneuse jaunâtre. Ils sont plus ou moins consolidés et leur matrice éventuellement rubéfiée. Leur nom local est « sistre ». Ils sont occasionnellement  exploités pour empierrer les bas-côté des routes ou des chemins. Guilhan Paradis leur donne un âge rissien ou wurmien selon l'état de consolidation et de rubéfaction.
Des cavités de l'Urgonien ont été remplies d'un mélange argilo-sableux accompagné de vestiges de faune de micro-mammifères, étudiée par Jacques Michaux qui les a attribués au Pliocène terminal : Trilophomys pyrenaicus, Mimomys stehlini, Stephanomys sp., Beremendia fissidens,.

## Histoire
Une chapelle au sommet fut détruite en 1702 par les camisards, révoltés à la suite des persécutions contre les huguenots sous le règne de Louis XIV après la révocation de l'édit de Nantes. Les camisards avaient trouvé refuge dans une grotte près du sommet.
Au sommet trône la statue de la Mère Admirable, édifiée en 1864 sur une ancienne tour, le « Guidon du Bouquet ». Cependant elle fut détruite l'année suivante lors d'une tempête et reconstruite en 1866. La Vierge du mont Bouquet est aujourd'hui un lieu de pèlerinage local, le premier dimanche de septembre notamment.
Cassini a établi au sommet une borne géographique au XVIIIe siècle.
À l'occasion du passage de l'édition 2020 de l’Étoile de Bessèges, de nombreux travaux sont menés, notamment la réhabilitation d’un ancien chemin d’accès à un champ de panneaux photovoltaïques pour permettre la déviation des véhicules d’assistance de la course. Le bitume du versant par Brouzet-lès-Alès est entièrement refait. L'organisation fait l'impasse l'année suivante mais décide d'y revenir en 2022.

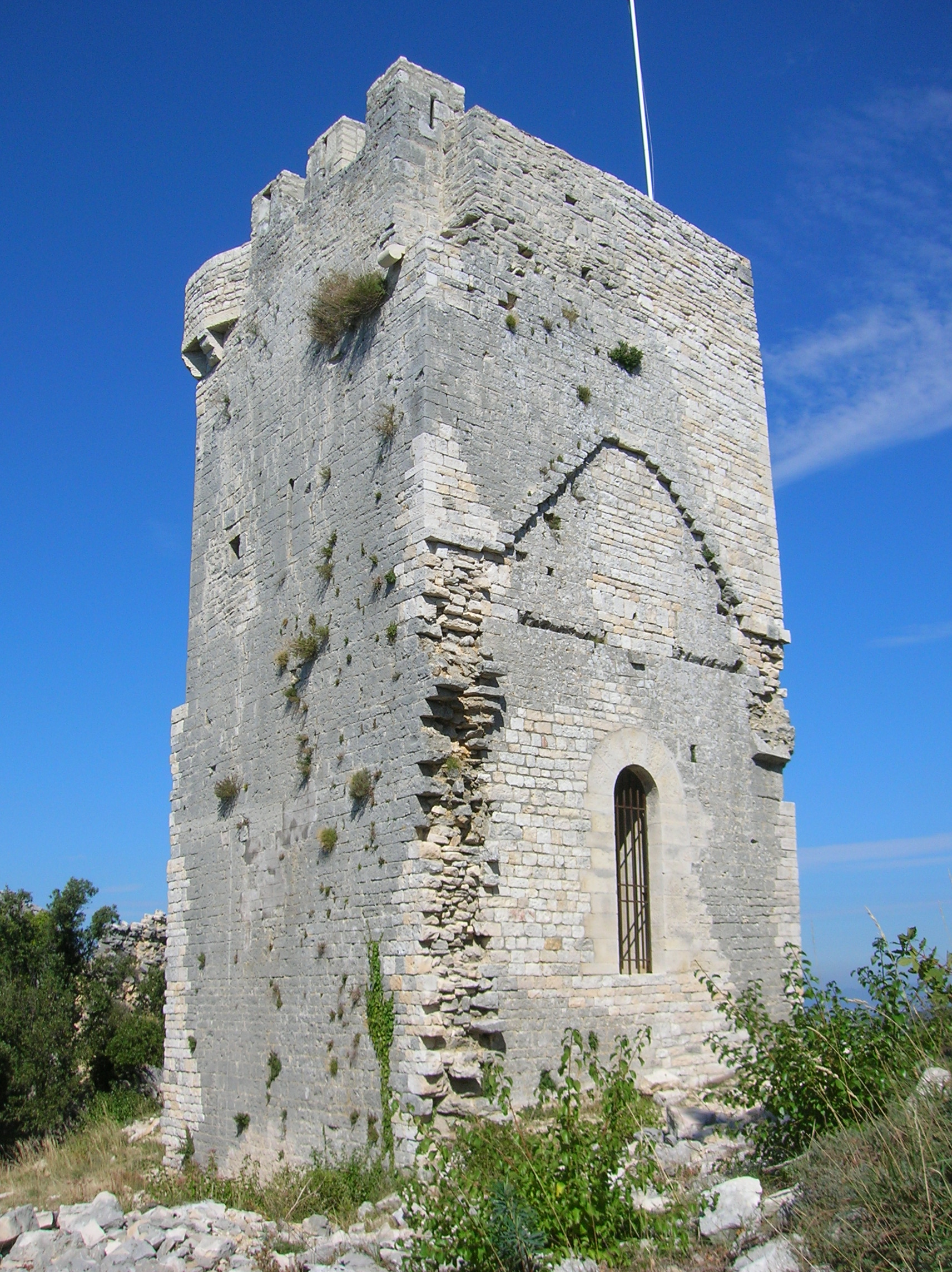
La tour du Castellas, au nord-ouest du mont Bouquet.
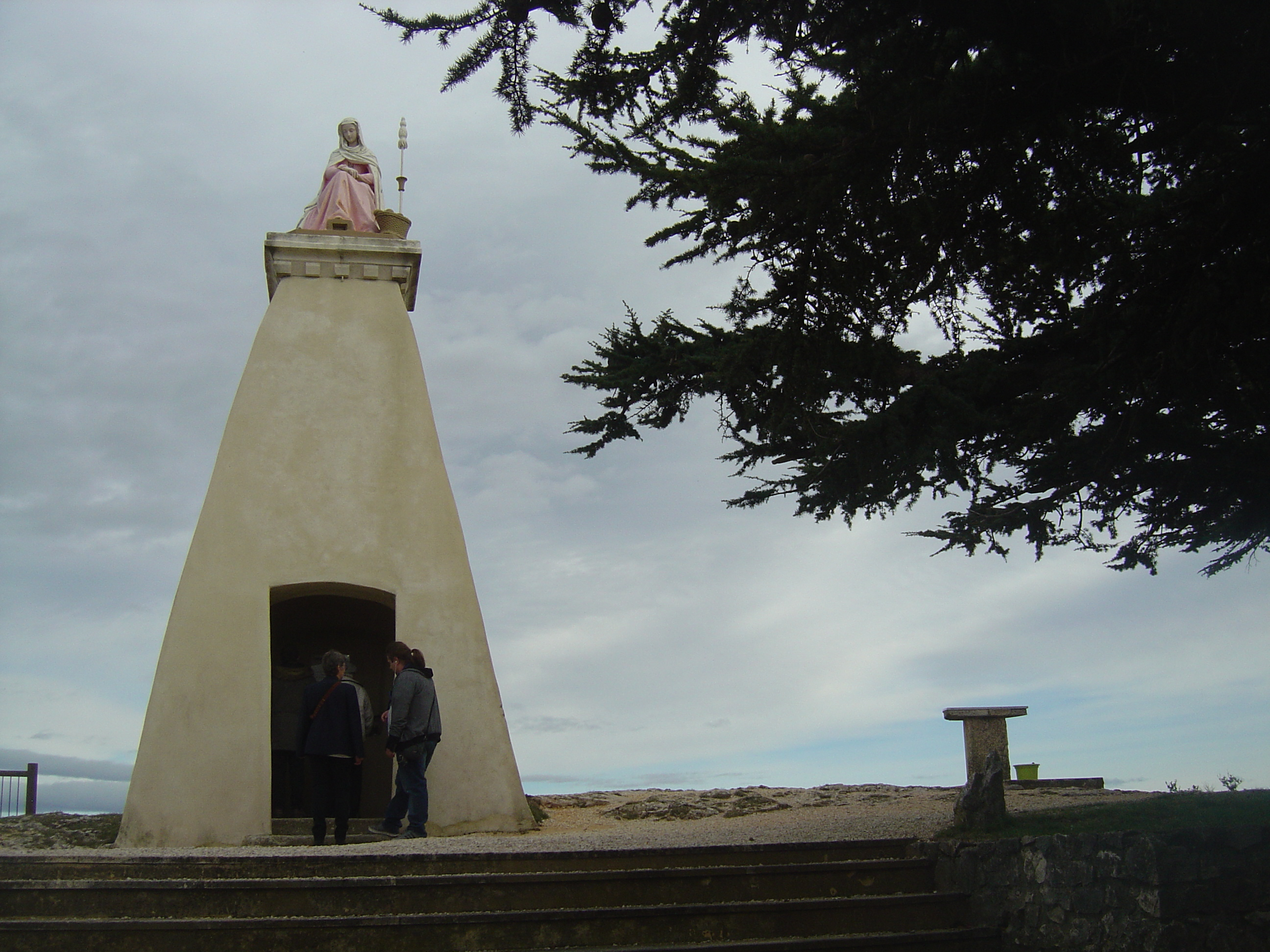
La statue de la Mère Admirable et la table d'orientation.

## Cyclisme

### Profil de l'ascension
L'ascension peut se faire à partir de trois versants, toujours courts mais avec des pentes sévères. Les routes abruptes du mont Bouquet rendent la descente dangereuse quel que soit le versant grimpé.
Le versant sud part de l'intersection (269 m) entre les routes D115 et D607 à proximité du village de Seynes pour 5,4 km à 6,5 % en prenant pour arrivée la fin du parking ou bien 5,5 km à 6,4 % en finissant devant le site de décollage des parapentes. Il présente un profil très irrégulier avec des replats mais aussi des passages très raides. Les 900 premiers mètres grimpent à près de 6 % de moyenne avant déjà de devoir défier un passage d'environ 500 m à près de 12 % de moyenne avec au bout un court passage à 14 %. Heureusement le pourcentage s'atténue et quelques hectomètres plus loin au niveau d'un croisement (416 m) avec une piste, on entame un kilomètre très roulant qui permet de mettre du braquet, avec même quelques petites descentes. Ce kilomètre aboutit, après avoir parcouru 2,95 km depuis le départ, à une intersection (431 m) avec la route qui monte au mont Bouquet et la D147a provenant du village de Bouquet. Ici, il faudra changer de braquet car sur un peu plus d'un kilomètre la pente moyenne approche les 9 % pour rejoindre le col du Bourricot (520 m). Sur ce tronçon, les cyclistes devront une nouvelle fois se dresser sur les pédales pour franchir un effrayant « coup de cul » à près de 15 %, entre deux épingles. Le col du Bourricot permet déjà d'avoir un panorama dégagé en direction de l'est et se situe à l'intersection d'une piste qui accède au Castellas, une tour ruinée. De ce col intermédiaire, il faut compter près de 730 m à 5,6 % jusqu'à la jonction (561 m) avec la D607a provenant de Brouzet-Lès-Alès, après 4,7 km de montée, mais ce pourcentage n'a aucune signification puisqu'on y alterne des raidillons à plus de 10 % et des passages moins pentus notamment un bon replat juste avant le croisement des deux routes. En arrivant à ce point, une dernière difficulté se profile devant : une rampe à environ 14 % qu'il faudra franchir avec une nouvelle fois un effort violent pour parvenir à l'avant-dernière épingle. On rejoint le dernier lacet avec une difficulté nettement moindre, celui-ci permet d'accéder au parking sous le sommet.

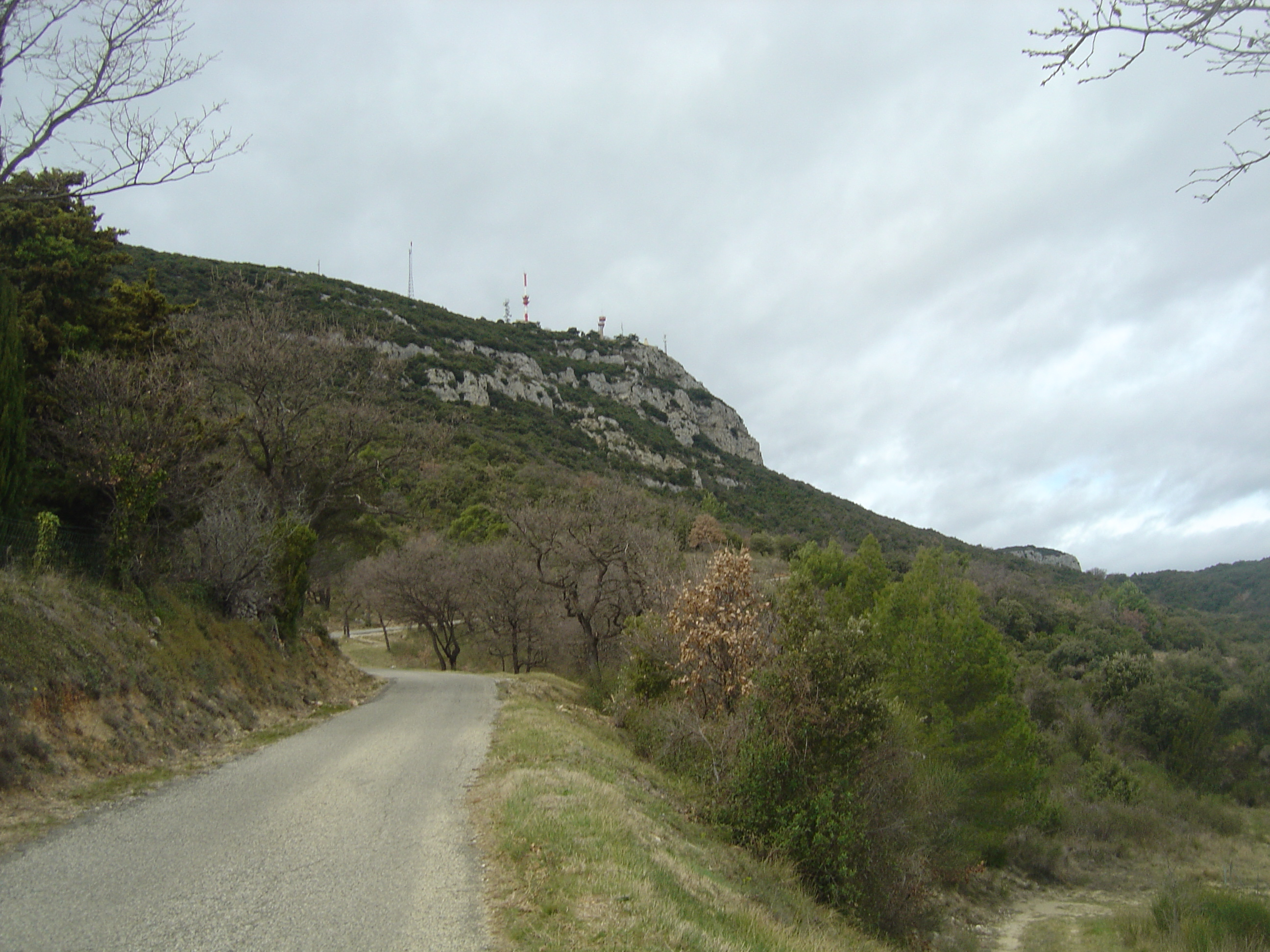
Au fond, un premier passage raide.
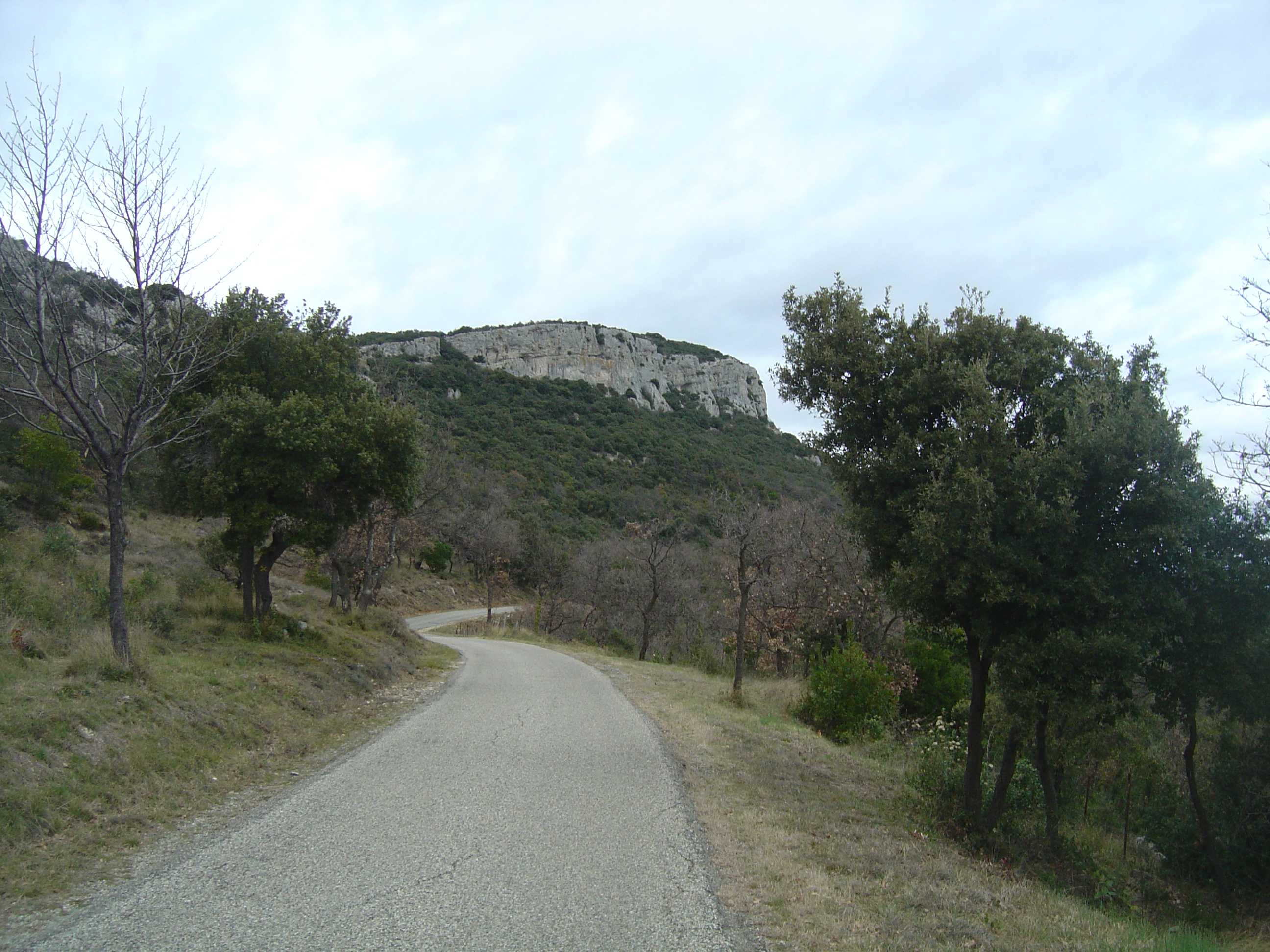
Kilomètre plus facile avant la jonction avec la route venant de Bouquet et vue sur la falaise du Clergue (582 m), voisine du mont Bouquet.
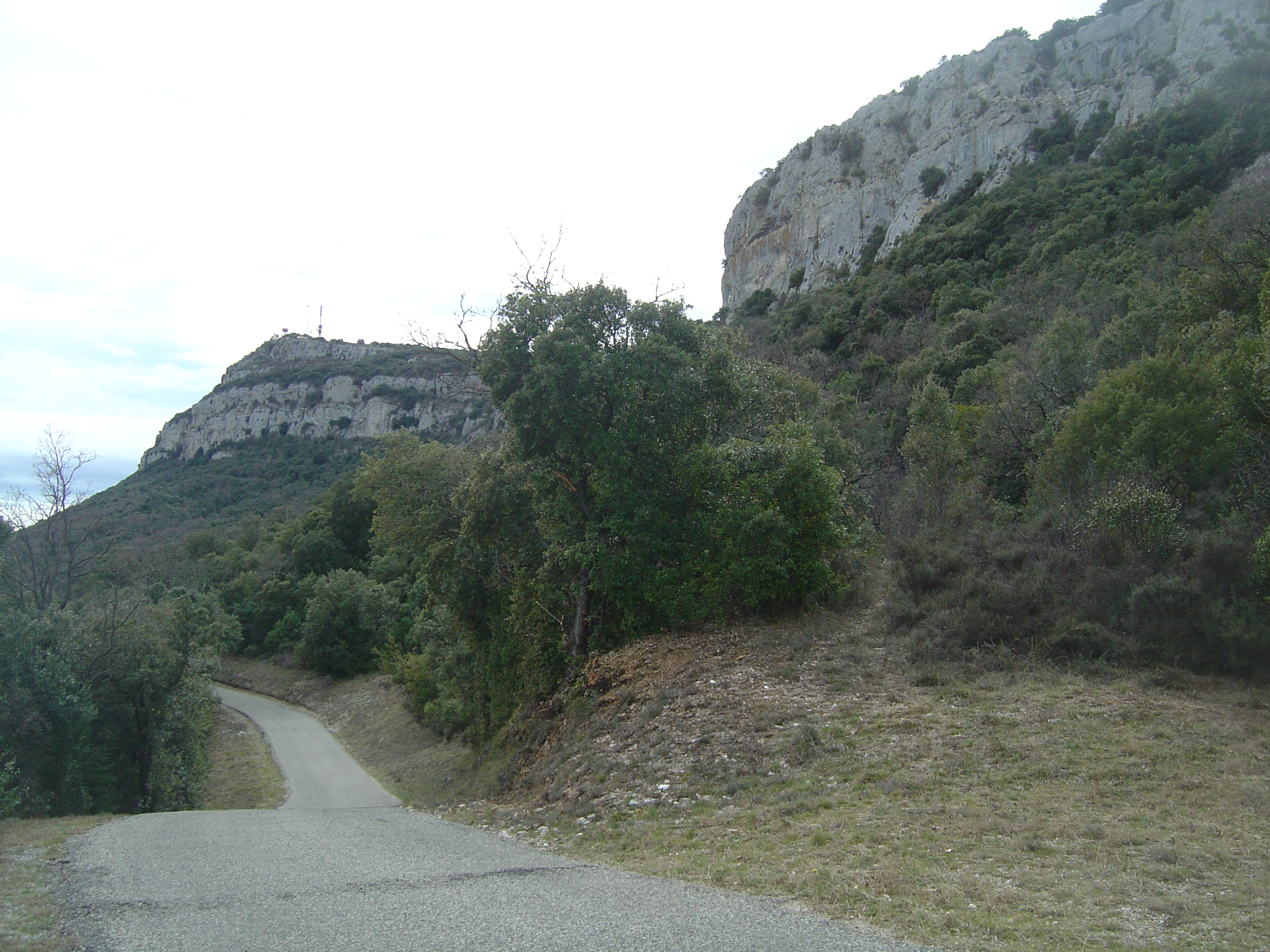
Regard en arrière après une violente bosse entre deux lacets avant le col du Bourricot.
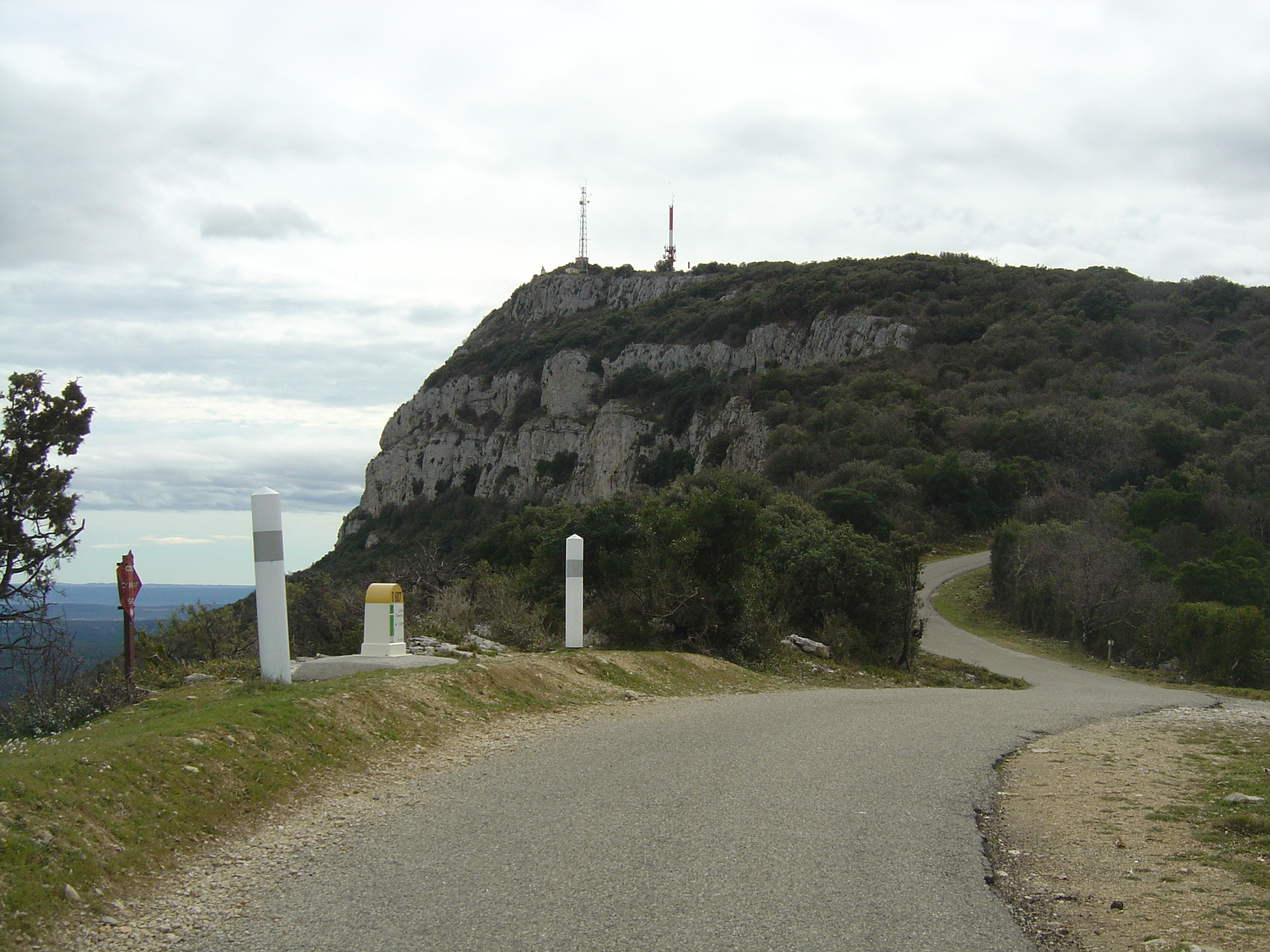
Le col du Bourricot (520 m) et la vue sur le mont Bouquet.
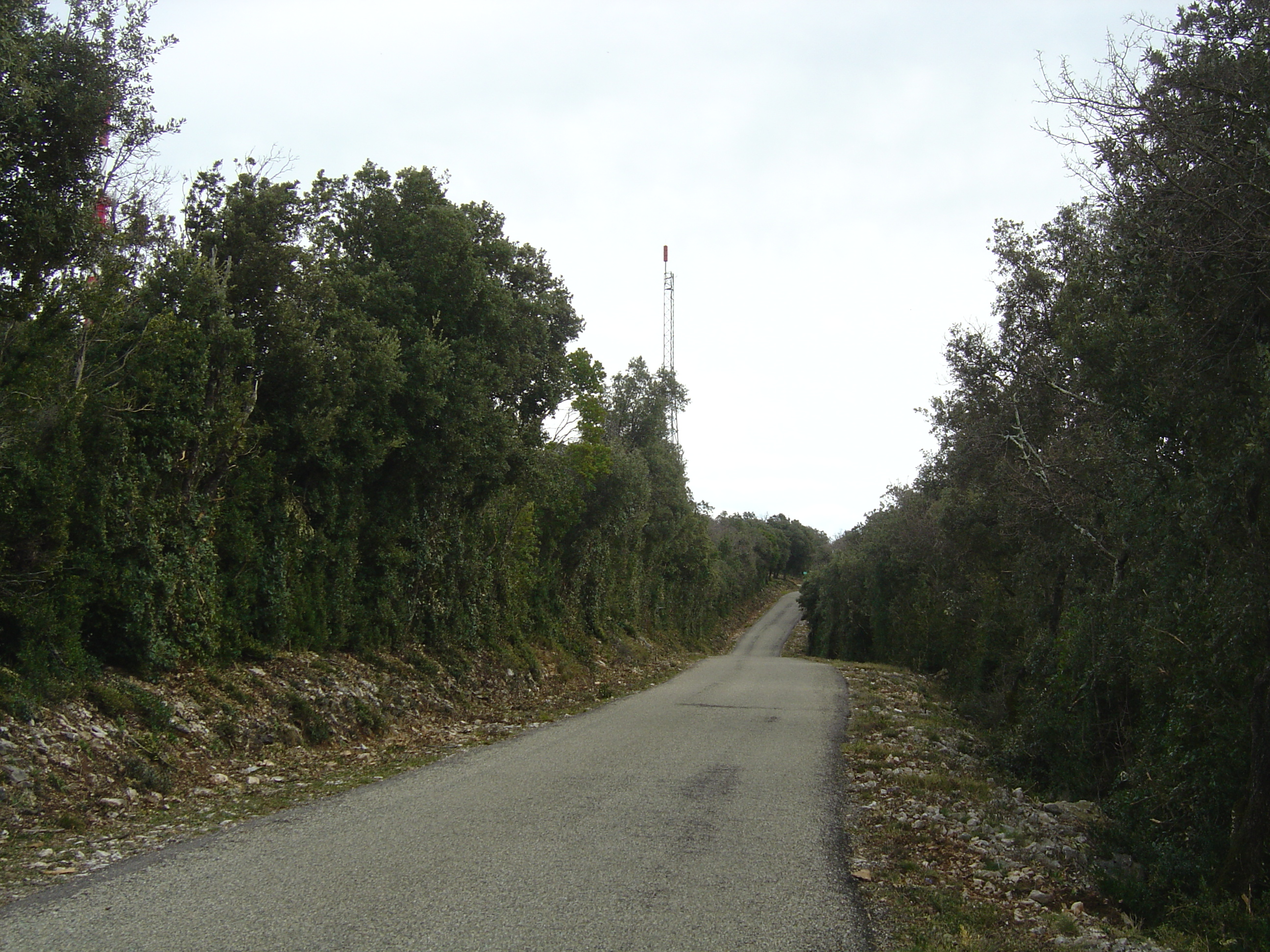
La rampe finale très escarpée.

Le versant nord part du carrefour (252 m) entre la D147 et la D147a juste avant le village de Bouquet pour 5,75 km à 6,5 % (arrivée au parking) ou 5,85 km à 6,35 % (arrivée à l'aire d'envol des parapentes). Comme le versant sud, la montée est très irrégulière. L'ascension débute tranquillement sur les premiers hectomètres jusqu'au village de Bouquet avant que la difficulté n'augmente légèrement avec des pentes à près de 5 et 6 % pour rejoindre le hameau du Puech (310 m) après 1,3 km d'ascension. Après une bonne portion de replat de près de plus de 650 m après le temple protestant de ce hameau, les cyclistes doivent escalader une butte raide : pour passer de 320 m à 400 m d'altitude, la route grimpe sur près 880 m de distance, soit un secteur à 9,1 % de moyenne mais avec de courts passages à près de 15 % sur certaines courbes de niveau très proches. Le paysage dégagé permet d'apprécier sur la droite le Castellas ainsi que les falaises de la Seynette (555 m) et du Clergue (582 m). La butte atteinte permet de souffler sur un replat. Une piste à droite à ce niveau mène à la tour ruinée du Castellas. Puis, après 3,3 km, la D147a rejoint un nouveau carrefour (431 m) qui fait jonction avec la D607 provenant de Seynes. La suite de l'itinéraire est la même que celle du versant sud.

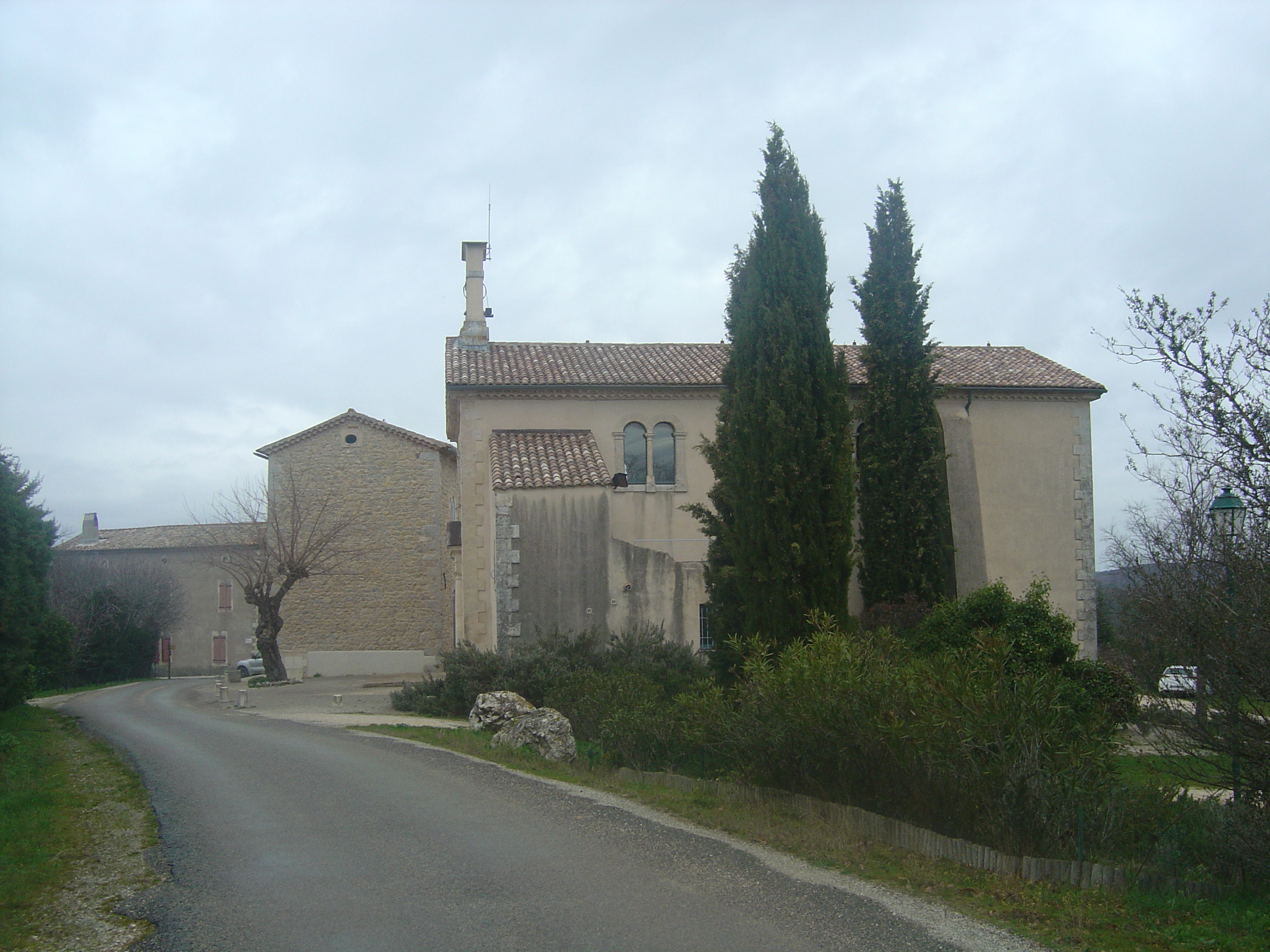
Le Puech (310 m).
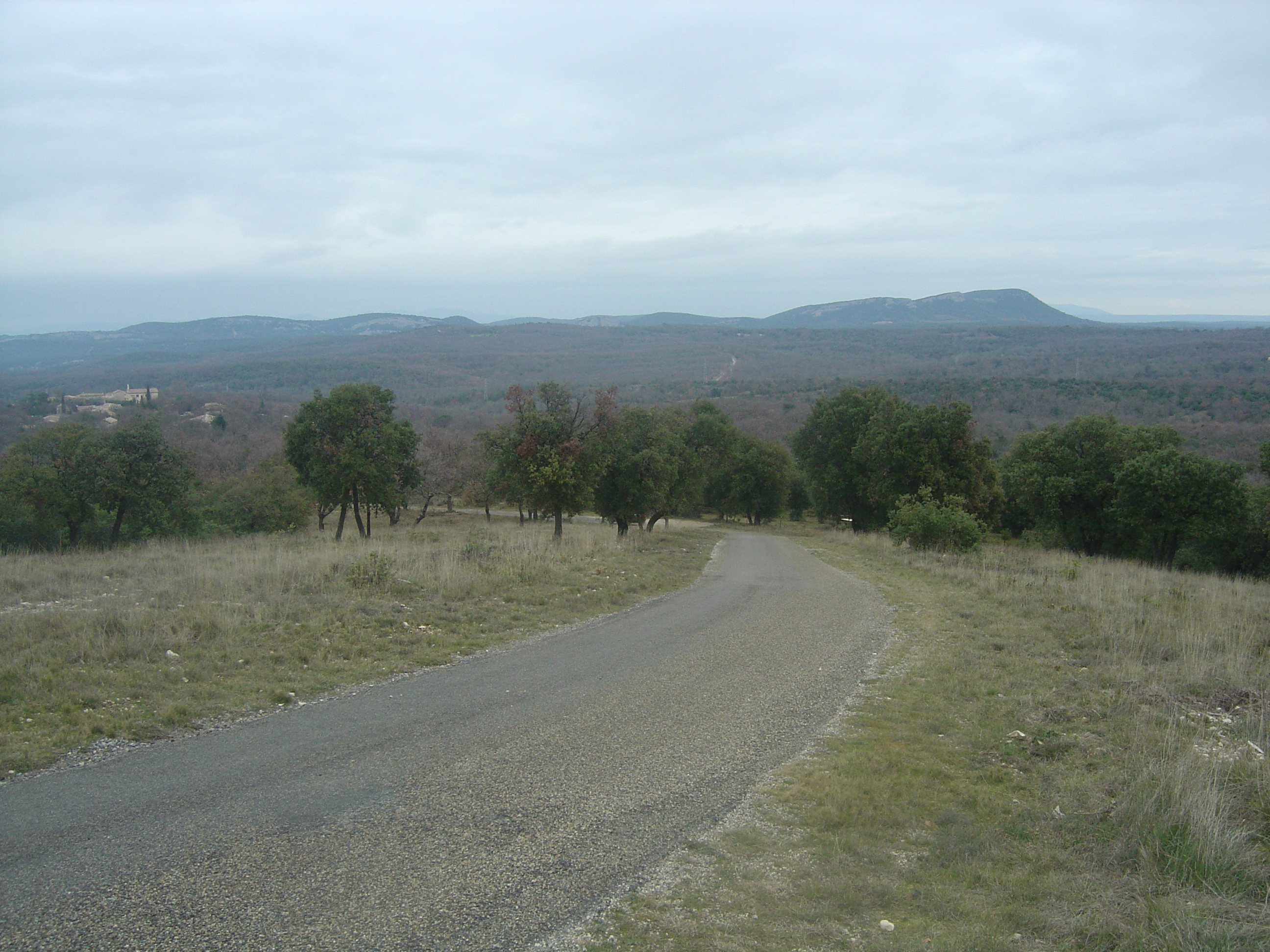
En arrière un passage difficile dans l’ascension d’une butte dégagée. Vue à l’extrême-gauche sur Le Puech.
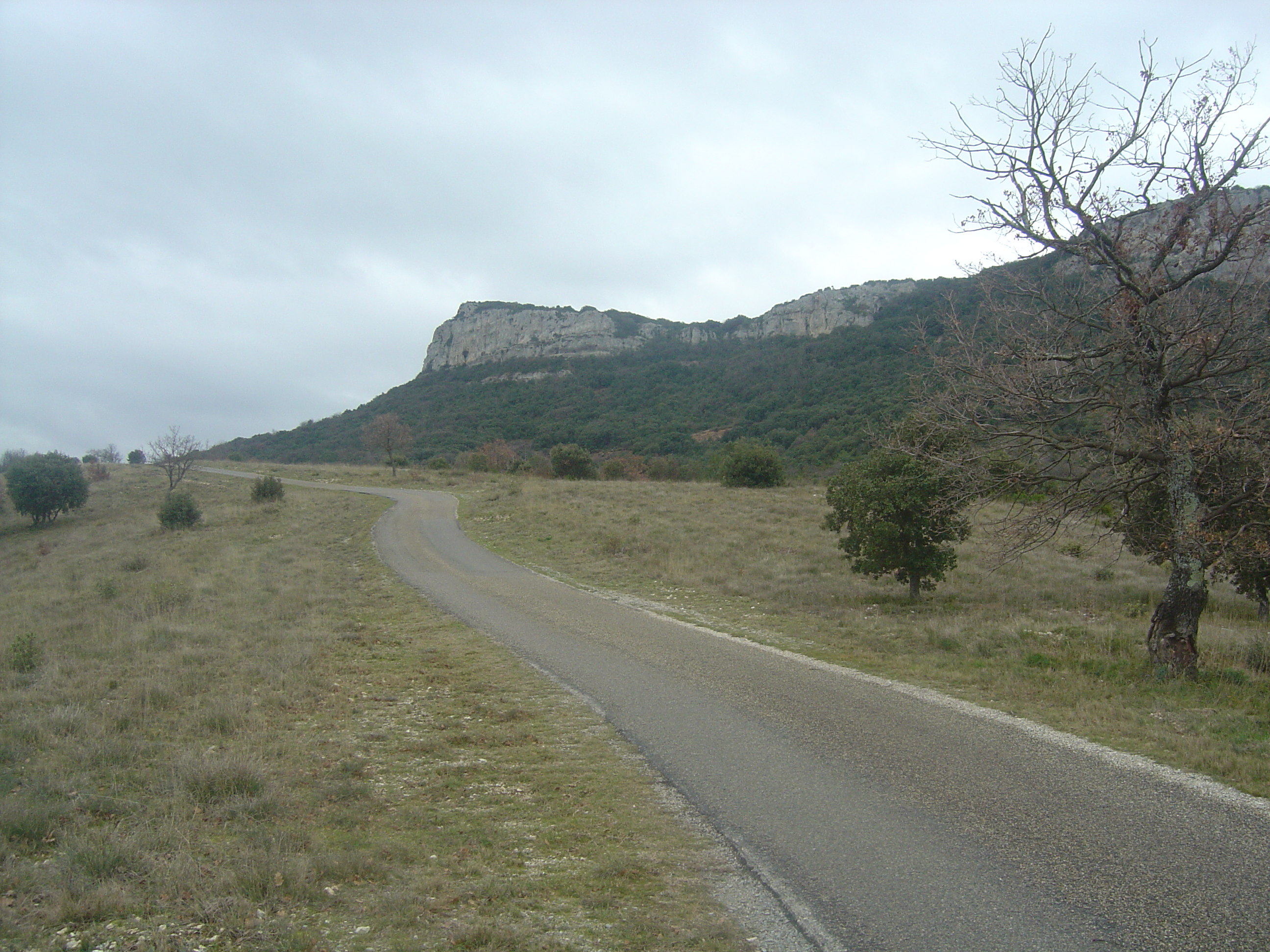
La falaise du Clergue (582 m).
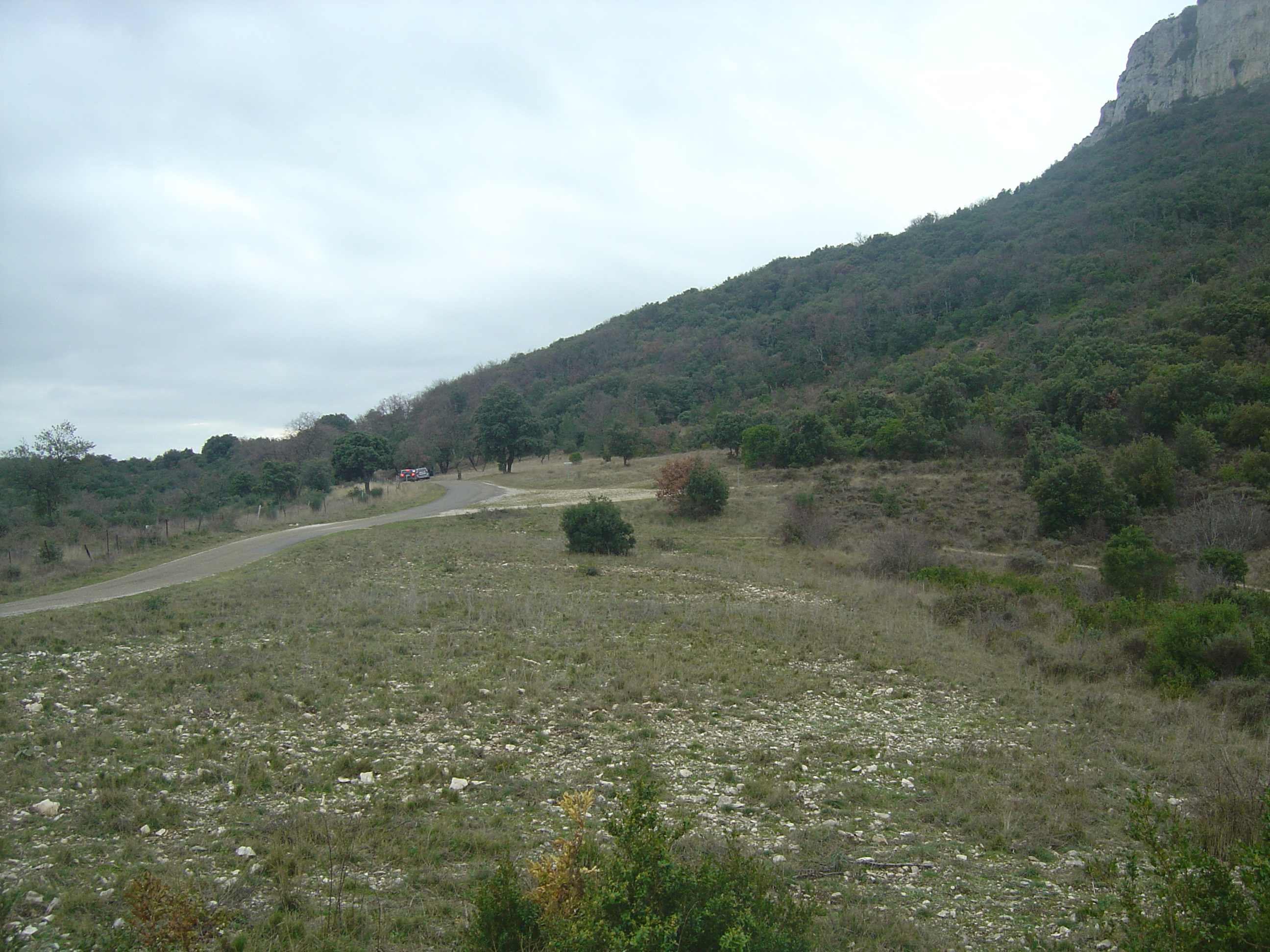
Un replat avant d’arriver au croisement des routes de Bouquet et Seynes.
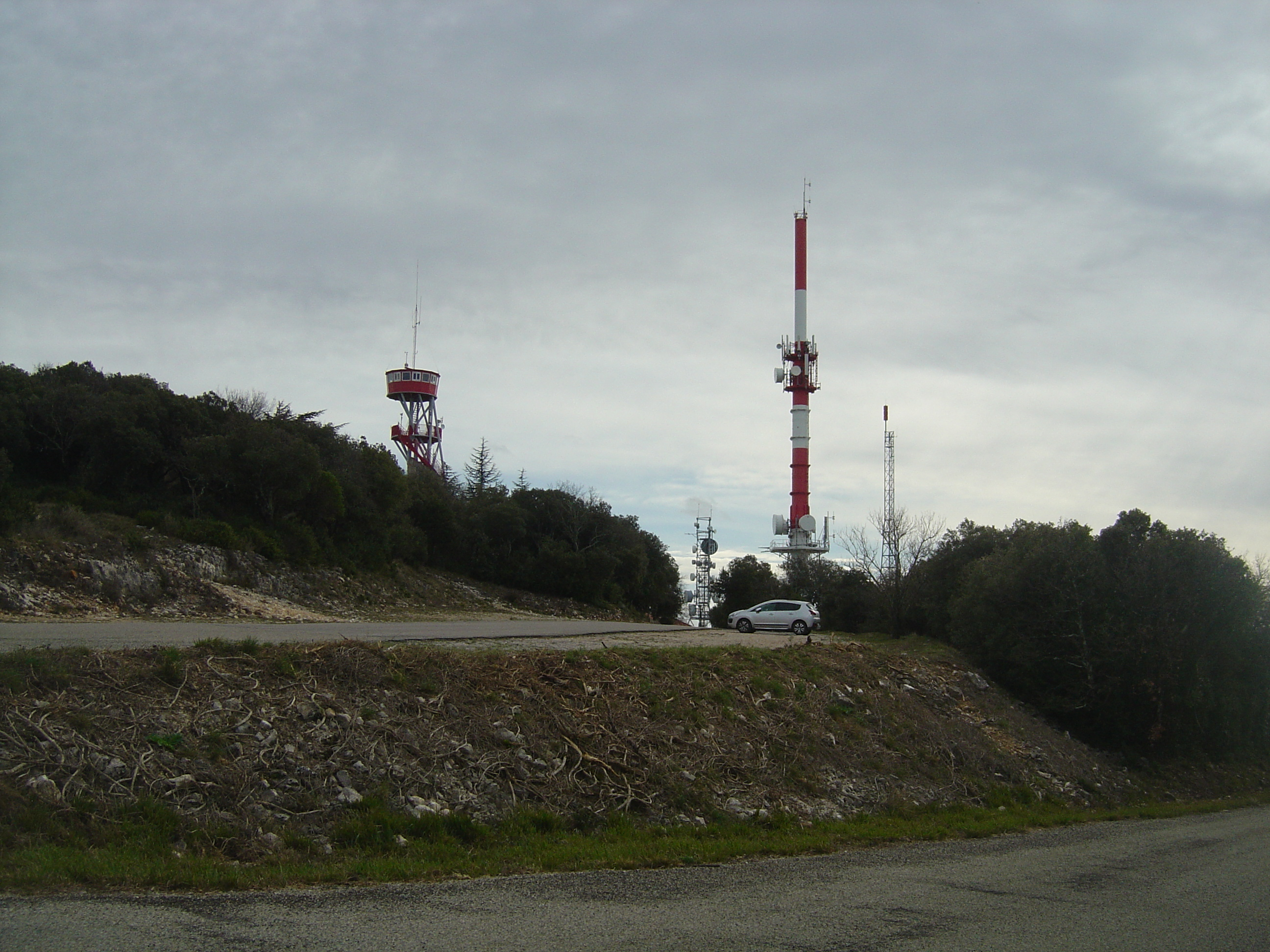
Le dernier lacet et l’arrivée sur le parking.

Le versant ouest part du croisement (195 m) entre la D7 et la D607 à Brouzet-lès-Alès pour 4,7 km à 9,1 % si on prend le site de vol libre pour arrivée. Il s'agit du versant le plus court et le plus pentu. Il est également moins dégagé que les deux autres versants avec une route qui monte dans la garrigue. Mieux vaut être échauffé car les premiers hectomètres pour sortir du village grimpent déjà sur des pentes approchant les 11 %, sur un revêtement granuleux de surcroît. Cependant la pente s'adoucit nettement jusqu'à l'embranchement (268 m) marquant l'entrée des Carrières des Conques, après 1,1 km de montée. Le reste sera beaucoup plus difficile entre des passages à forte inclinaison et de courts paliers. Cela commence avec une portion d'environ 450 m à plus de 11 %, suivi d'un palier qui précède une autre section encore plus difficile. En effet, les cyclistes vont devoir affronter un « mur » de plus de 500 m dont la partie la plus ardue, pour passer de 350 m à 400 m d'altitude, à côté de la combe des Lattes, là où la route gravit les courbes de niveau les plus resserrées, s'étale sur 340 m à 14,7 %. Et ce n'est qu'un pourcentage moyen car on approche parfois les 20 %. Une petite accalmie lui succède mais elle est de courte durée… Il faut à nouveau escalader une nouvelle section d'approximativement 600 m et des pentes à 12-13 % jusqu'à un dolmen signalé (489 m). Il s'ensuit un répit d'un peu moins de 300 m avant de rencontrer à nouveau une forte déclivité mais plus irrégulière pour rejoindre le carrefour (561 m) avec les routes provenant de Seynes et Bouquet, après 3,9 km de montée. Le final est donc le même que pour les deux autres versants avec ce dernier raidillon à franchir qui se dévoile en face et les tout derniers hectomètres plus faciles.

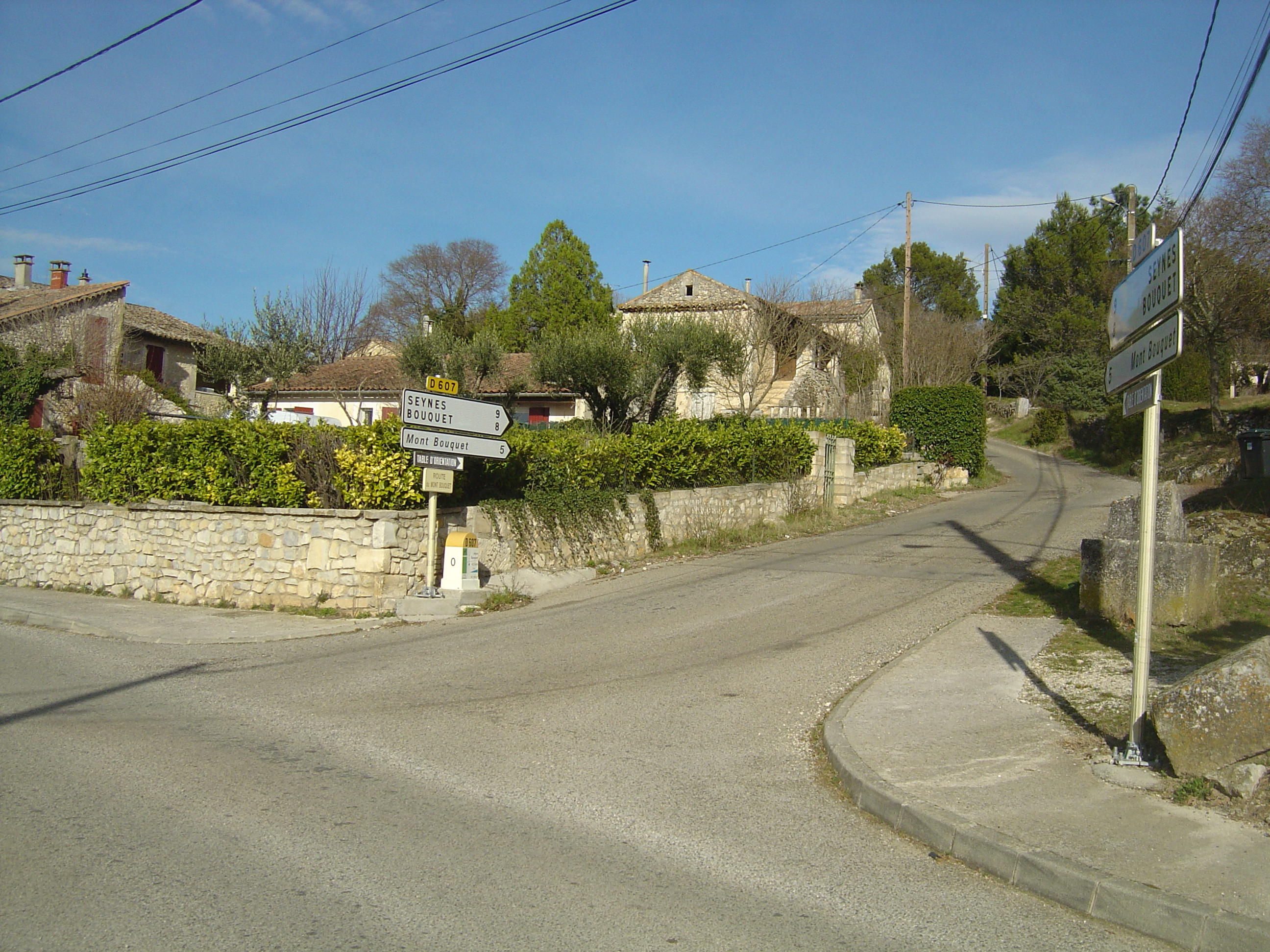
Le départ de la montée à Brouzet-lès-Alès, à l'intersection (195 m) des routes D7 et D607.
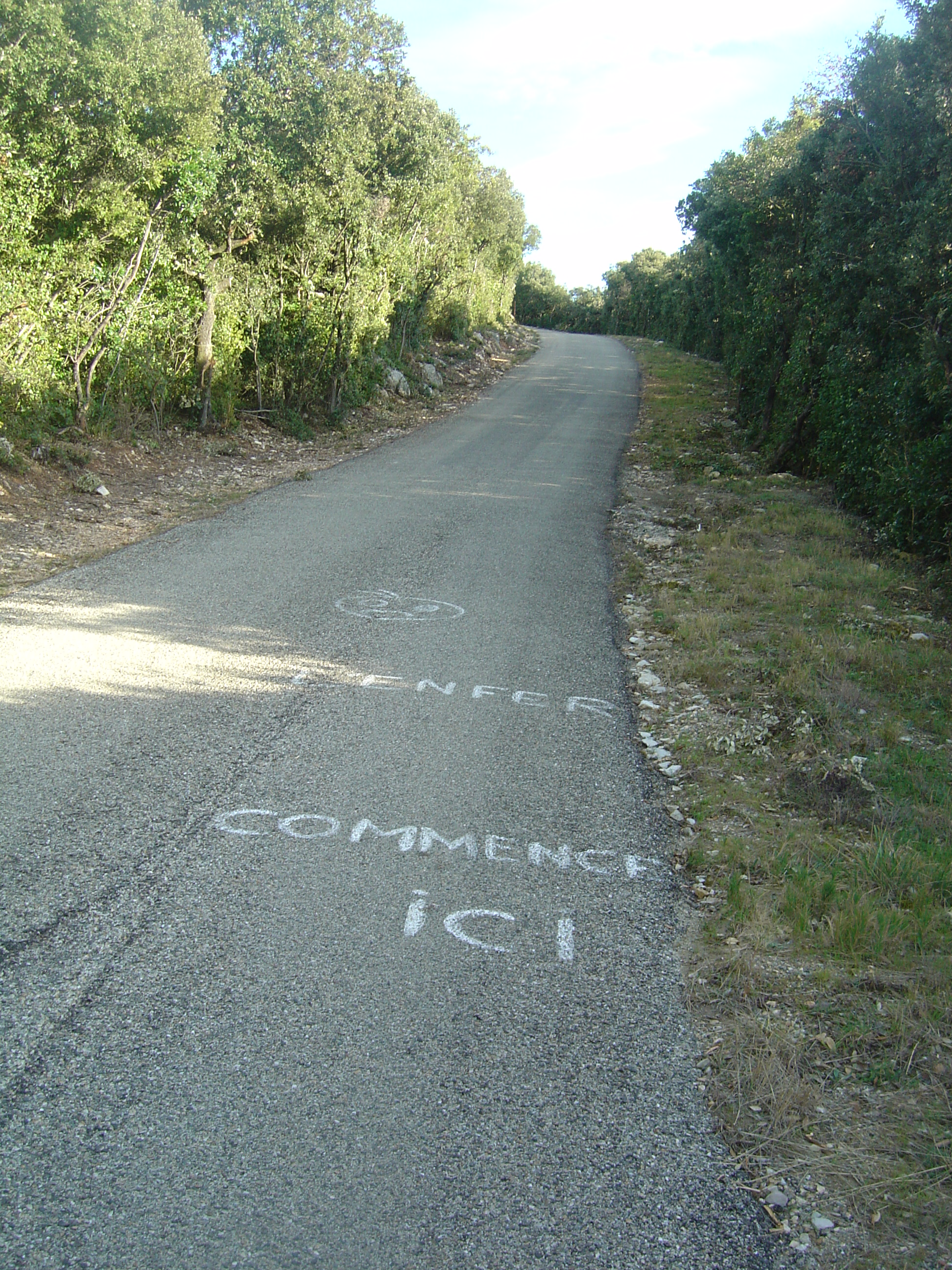
Après les carrières des Conques, une inscription au sol annonce l’arrivée de pourcentages extrêmes.
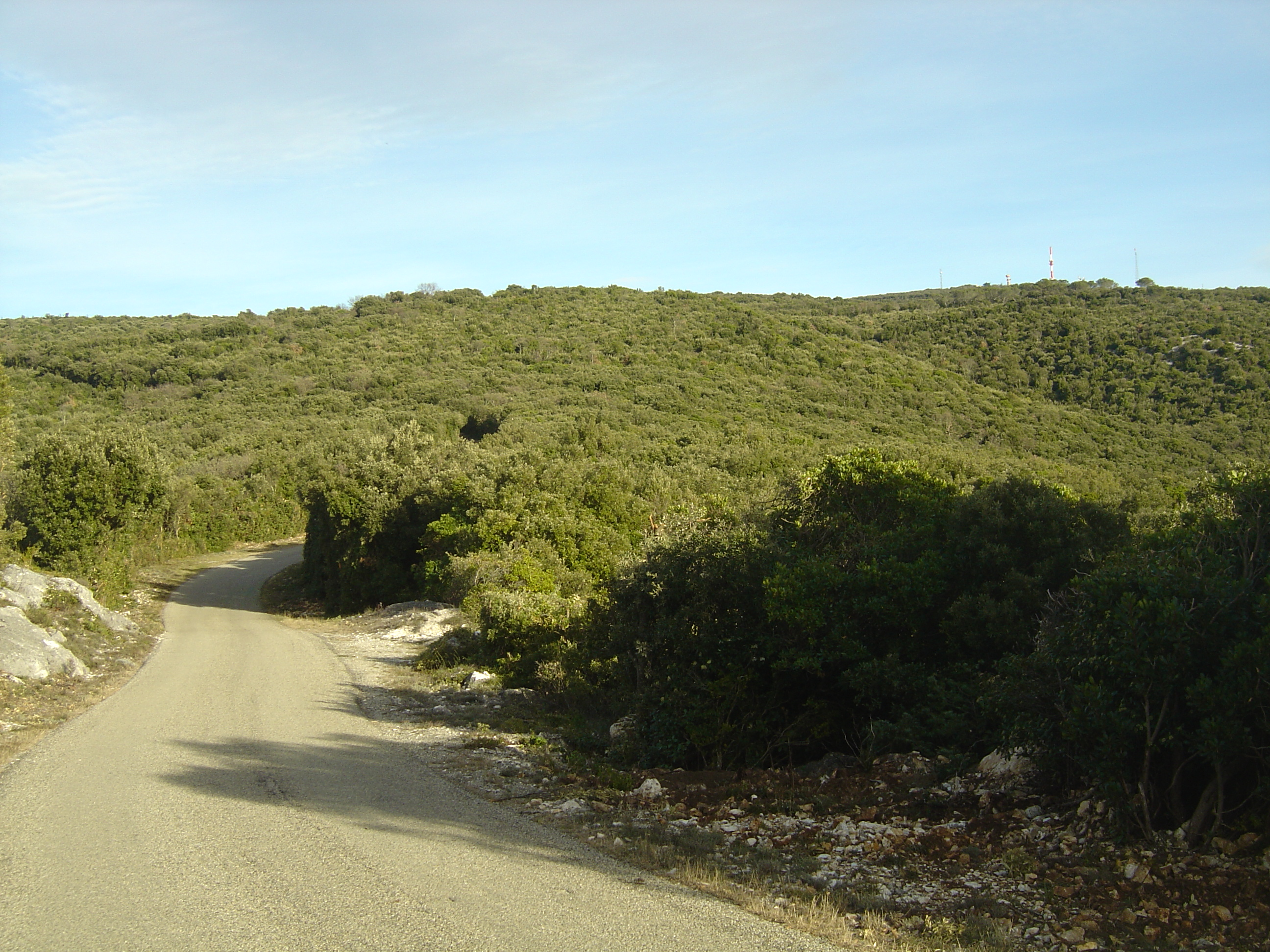
Court palier après 1,8 km d’ascension et vue sur le sommet à droite.
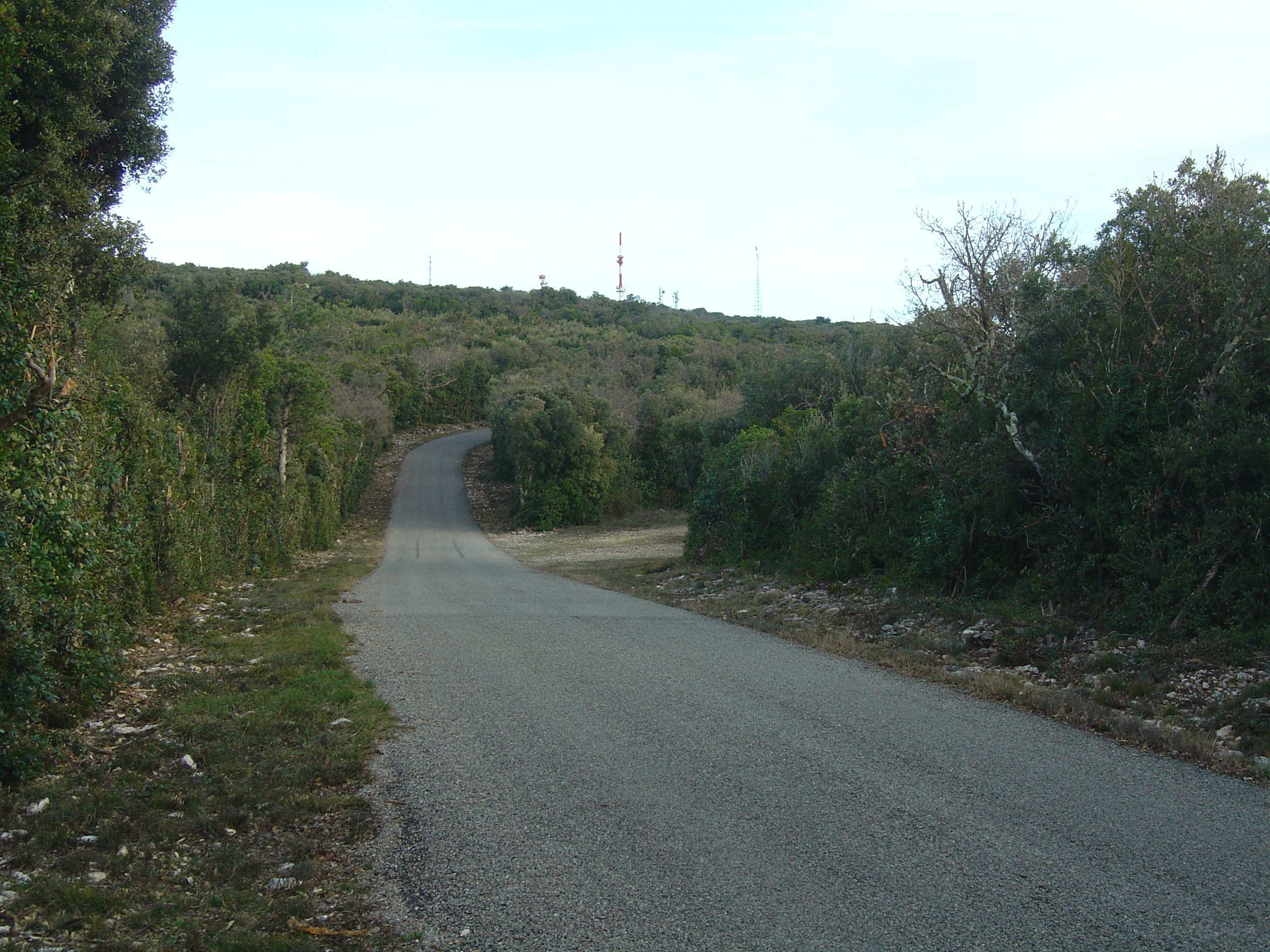
Autre court répit à la fin de la combe des Lattes, après 2,55 km de montée.
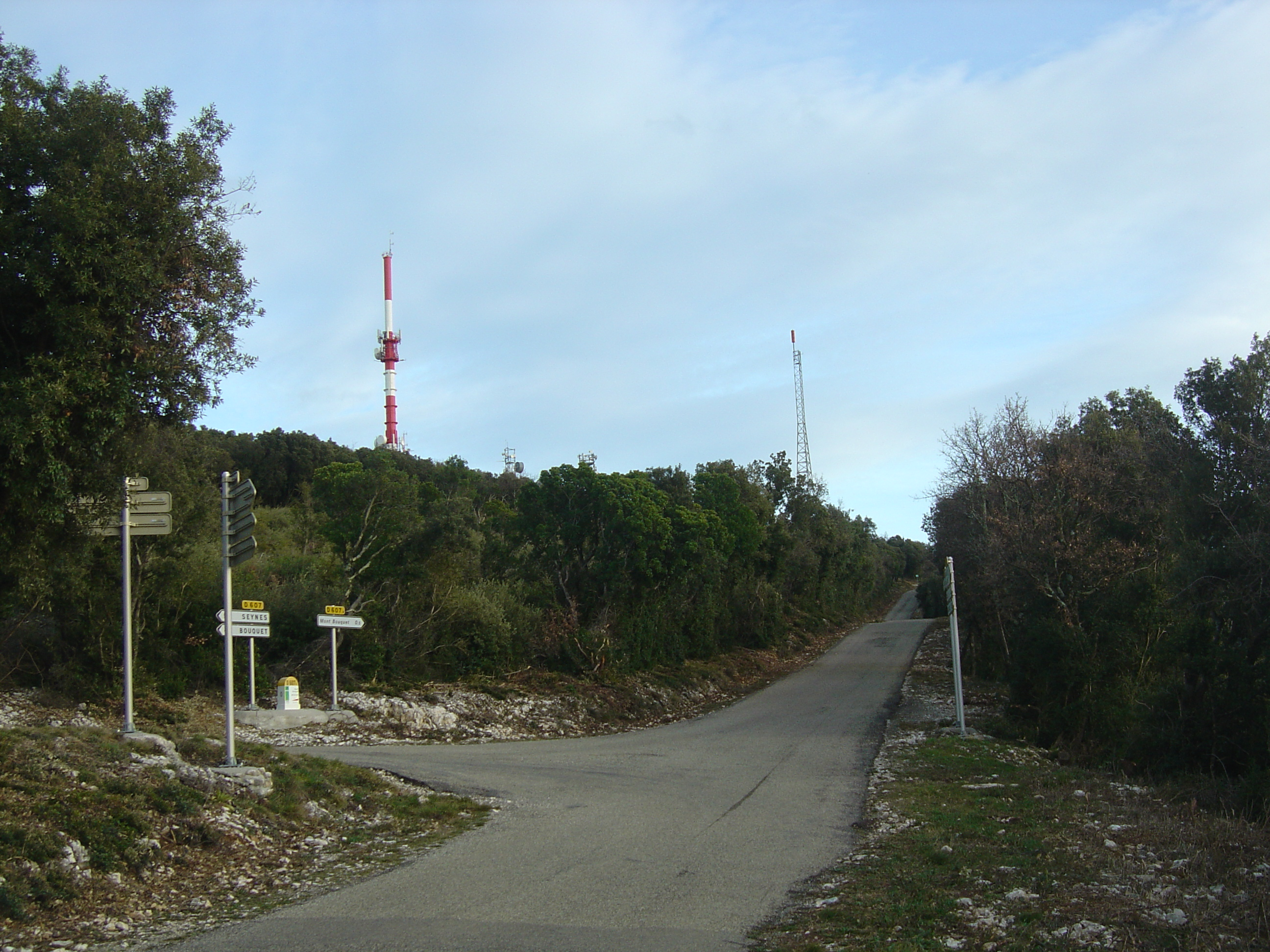
Le croisement (561 m) avec les routes de Seynes et Bouquet et le raidillon final.

### L’Étoile de Bessèges
| Édition | Étape                                               | Vainqueur de l'étape | Leader du classement général à l’arrivée de l’étape |
| ------- | --------------------------------------------------- | -------------------- | --------------------------------------------------- |
| 2020    | 4e étape (Pont du Gard - Mont Bouquet)              | Ben O’Connor         | Benoît Cosnefroy                                    |
| 2022    | 4e étape (Saint-Hilaire-de-Brethmas - Mont Bouquet) | Tobias Johannessen   | Benjamin Thomas                                     |
| 2023    | 4e étape (Saint-Christol-lez-Alès - Mont Bouquet)   | Mattias Skjelmose    | Mattias Skjelmose                                   |
| 2025    | 4e étape (Vauvert - Mont Bouquet)                   | Kévin Vauquelin      | Kévin Vauquelin                                     |

À chaque fois, le mont Bouquet a été grimpé par Brouzet-lès-Alès, sur le versant le plus raide.

## Autres activités
Le site est très apprécié des libéristes (parapentistes et plus rarement aujourd'hui deltistes) qui décollent du haut de la falaise abrupte surplombant le versant oriental, ou du versant sud.
Le site est également apprécié des radioamateurs et PMRistes comme point haut pour établir des contacts radio (QSO).

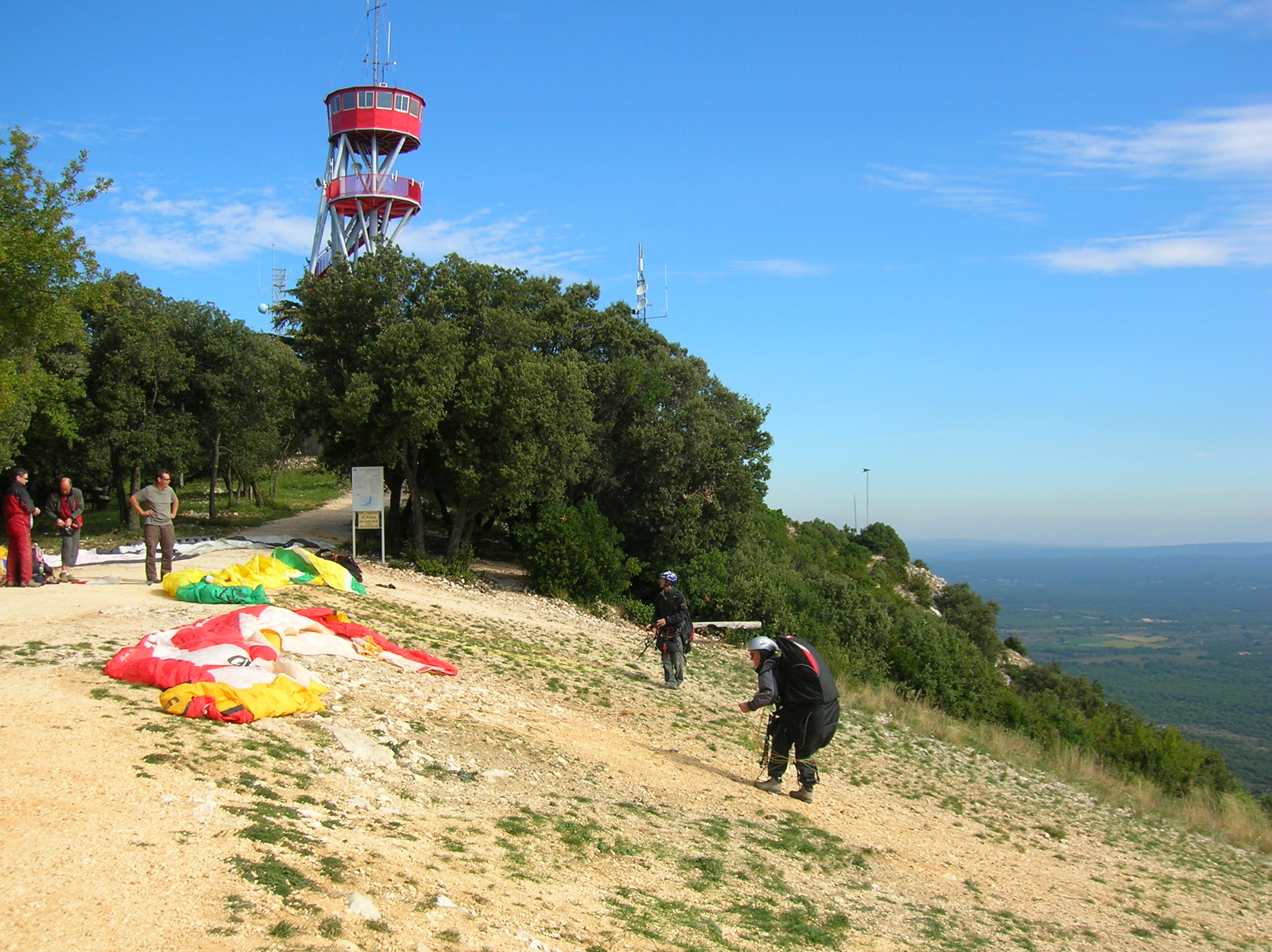
Parapentistes sur la piste orientale et tour de vigie des sapeurs-pompiers.
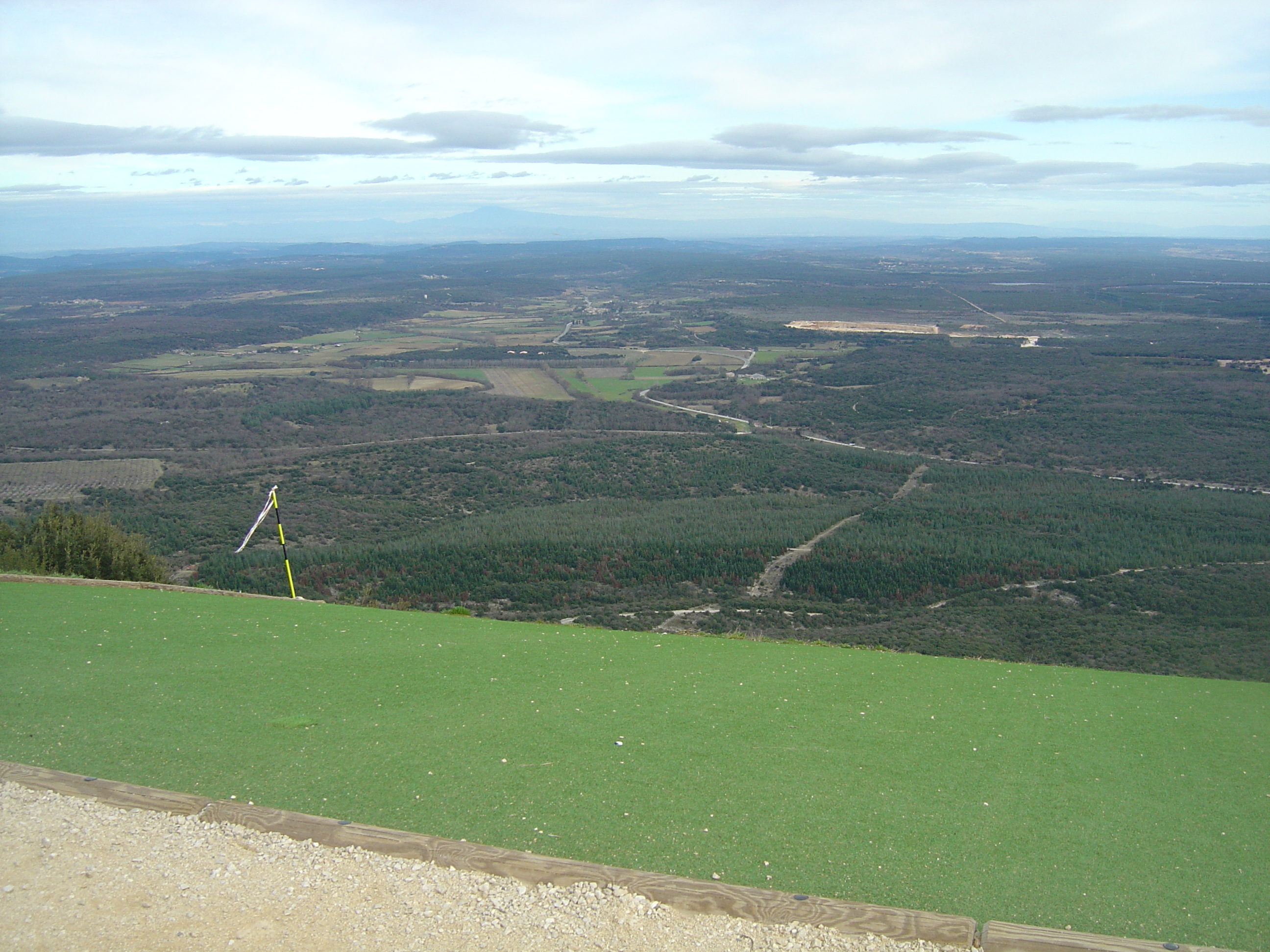
Rénovation de l'aire de décollage orientale des parapentes. Vue au fond un peu à gauche sur le mont Ventoux.